# Фронтера-Идальго
Фронте́ра-Ида́льго (исп. Frontera Hidalgo) — приграничный посёлок в Мексике, штат Чьяпас, входит в состав одноимённого муниципалитета и является его административным центром. Численность населения, по данным переписи 2020 года, составила 3891 человек.

## Общие сведения
Название посёлка составное: Frontera (с исп. — «граница») дано по находящейся здесь границе с Гватемалой, а Hidalgo дано в честь национального героя Мигеля Идальго.
Поселение Фронтера-Диас было основано на границе с Республикой Гватемала 30 декабря 1898 года по указу губернатора Франсиско-Леона.
21 августа 1929 года по распоряжению губернатора Раймундо Энрикеса поселение переименовано в Фронтера-Идальго и получило статус посёлка.
В 1985 году в посёлке была открыта публичная библиотека.